# Erechtites missionum
Erechtites missionum là một loài thực vật có hoa trong họ Cúc. Loài này được Malme mô tả khoa học đầu tiên năm 1899.